# Matteo Dal-Cin
Matteo Dal-Cin (Ottawa, 14 de gener de 1991) és un ciclista canadenc, professional des del 2014. Actualment corre a l'equip Toronto Hustle.

## Palmarès
- 2013
  - Medalla d'or als Jocs del Canada en contrarellotge
- 2015
  - 1r al Gran Premi ciclista de Saguenay i vencedor d'una etapa
- 2016
  - 1r al Redlands Bicycle Classic
- 2017
  -  Campionat del Canadà en ruta
  - Vencedor d'una etapa al Tour de Gila
  - Vencedor d'una etapa al Tour de Beauce
- 2022
  - 1r al South Aegean Tour  i vencedor d'una etapa